# 홀랜드 터널

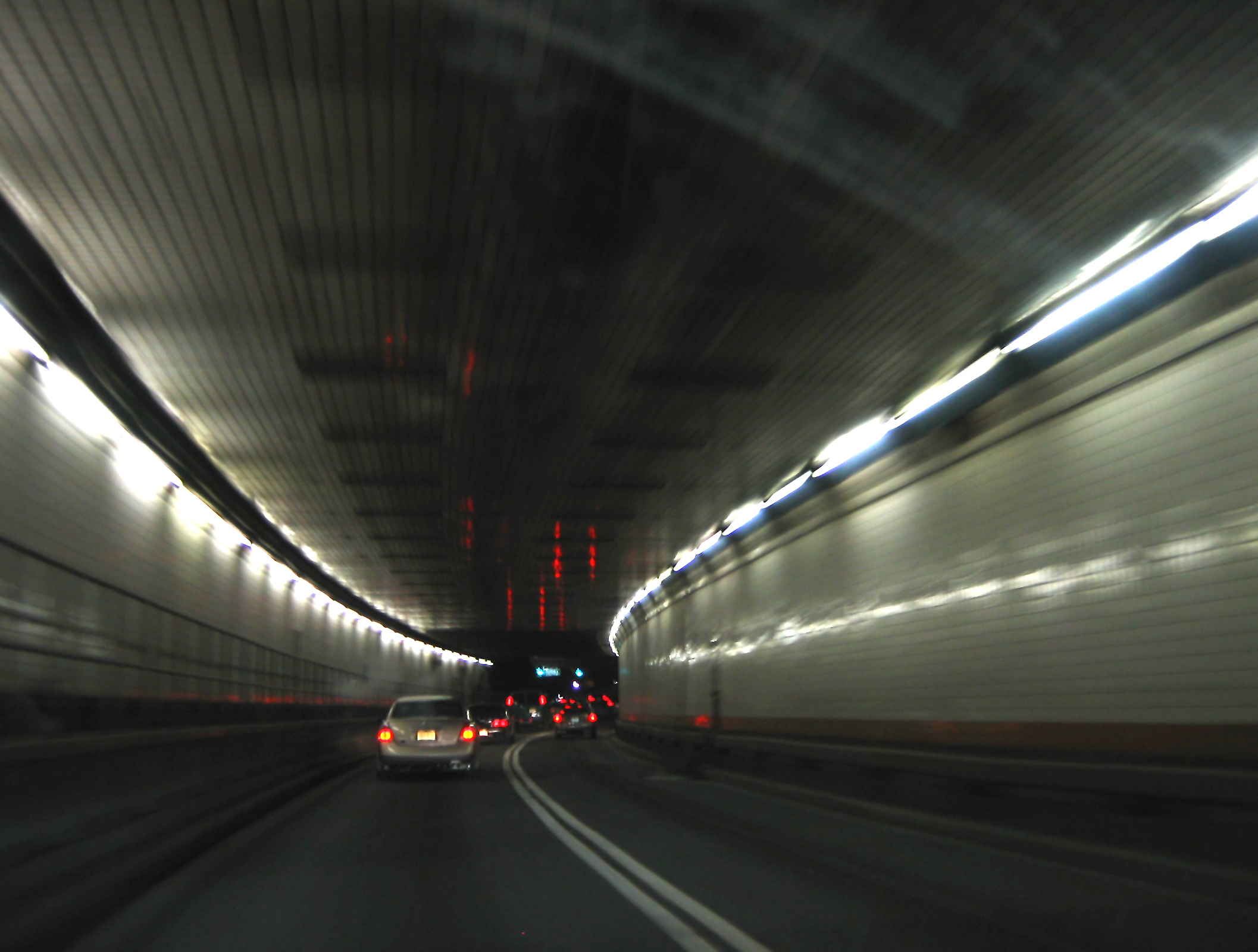
홀랜드 터널

홀랜드 터널(Holland Tunnel)은 뉴욕의 맨해튼과 뉴저지주의 저지시티를 연결하는 터널이다. 1920년에 공사가 시작되어 1927년에 개통했다. 1924년 순직한 주임 엔지니어 클리퍼드 밀번 홀랜드의 이름을 따서 홀랜드 터널이라는 이름이 정식으로 명명되었다. 또한 링컨 하이웨이의 일부를 이루고 있다.

## 같이 보기
- 뉴욕의 교통